# Rocques
Rocques est une commune française située dans le département du Calvados en région Normandie, peuplée de 286 habitants (les Rocquais).

## Géographie
Rocques est situé à 3,5 km de Lisieux (capitale du pays d'Auge), dans la vallée verdoyante de la Paquine.
| Norolles, Ouilly-le-Vicomte | Fauguernon | Fauguernon        |
| Ouilly-le-Vicomte           | Rocques    | Hermival-les-Vaux |
| Lisieux                     | Lisieux    | Hermival-les-Vaux |

### Hydrographie
La commune est située dans le bassin Seine-Normandie. Elle est drainée par la Paquine, le ruisseau de Fauguernon et le ruisseau de Morbec,,.
La Paquine, d'une longueur de 25 km, prend sa source dans la commune de Drucourt et se jette  dans la Touques à Ouilly-le-Vicomte, après avoir traversé 13 communes. 

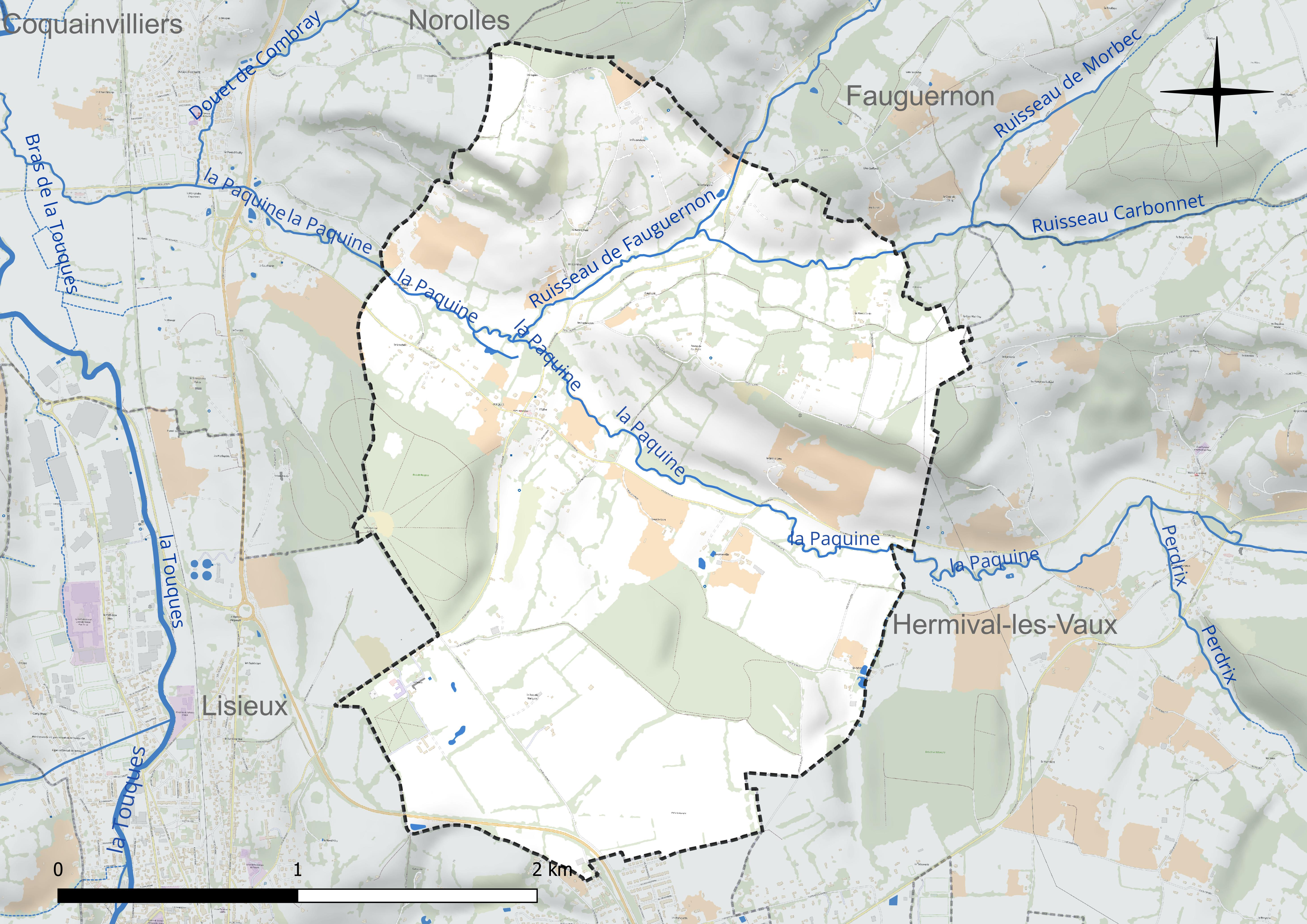
Réseau hydrographique de Rocques.

### Climat
Pour des articles plus généraux, voir Climat de la Normandie et Climat du Calvados.
En 2010, le climat de la commune est de type climat océanique altéré, selon une étude du CNRS s'appuyant sur une série de données couvrant la période 1971-2000. En 2020, Météo-France publie une typologie des climats de la France métropolitaine dans laquelle la commune est exposée à un climat océanique et est dans la région climatique Côtes de la Manche orientale, caractérisée par un faible ensoleillement (1 550 h/an) ; forte humidité de l'air (plus de 20 h/jour avec humidité relative > 80 % en hiver), vents forts fréquents. Parallèlement le GIEC normand, un groupe régional d'experts sur le climat, différencie quant à lui, dans une étude de 2020, trois grands types de climats pour la région Normandie, nuancés à une échelle plus fine par les facteurs géographiques locaux. La commune est, selon ce zonage, exposée à un « climat contrasté des collines », correspondant au Pays d'Auge, Lieuvin et Roumois, moins directement soumis aux flux océaniques et connaissant toutefois des précipitations assez marquées en raison des reliefs collinaires qui favorisent leur formation.
Pour la période 1971-2000, la température annuelle moyenne est de 10,6 °C, avec  une amplitude thermique annuelle de 13,4 °C. Le cumul annuel moyen de précipitations est de 846 mm, avec 12,8 jours de précipitations en janvier et 8,3 jours en juillet. Pour la période 1991-2020, la température moyenne annuelle observée sur la station météorologique la plus proche, située sur la commune de Lisieux à 3 km à vol d'oiseau, est de 11,7 °C et le cumul annuel moyen de précipitations est de 881,4 mm,. Pour l'avenir, les paramètres climatiques de la commune estimés pour 2050 selon différents scénarios d'émission de gaz à effet de serre sont consultables sur un site dédié publié par Météo-France en novembre 2022.

## Urbanisme

### Typologie
Au 1er janvier 2024, Rocques est catégorisée commune rurale à habitat dispersé, selon la nouvelle grille communale de densité à 7 niveaux définie par l'Insee en 2022.
Elle est située hors unité urbaine. Par ailleurs la commune fait partie de l'aire d'attraction de Lisieux, dont elle est une commune de la couronne,. Cette aire, qui regroupe 57 communes, est catégorisée dans les aires de 50 000 à moins de 200 000 habitants,.

### Occupation des sols
L'occupation des sols de la commune, telle qu'elle ressort de la base de données européenne d'occupation biophysique des sols Corine Land Cover (CLC), est marquée par l'importance des territoires agricoles (85,2 % en 2018), en diminution par rapport à 1990 (90,5 %). La répartition détaillée en 2018 est la suivante : 
prairies (71,8 %), forêts (14,7 %), terres arables (13,3 %), zones urbanisées (0,2 %), zones agricoles hétérogènes (0,1 %). L'évolution de l'occupation des sols de la commune et de ses infrastructures peut être observée sur les différentes représentations cartographiques du territoire : la carte de Cassini (XVIIIe siècle), la carte d'état-major (1820-1866) et les cartes ou photos aériennes de l'IGN pour la période actuelle (1950 à aujourd'hui).

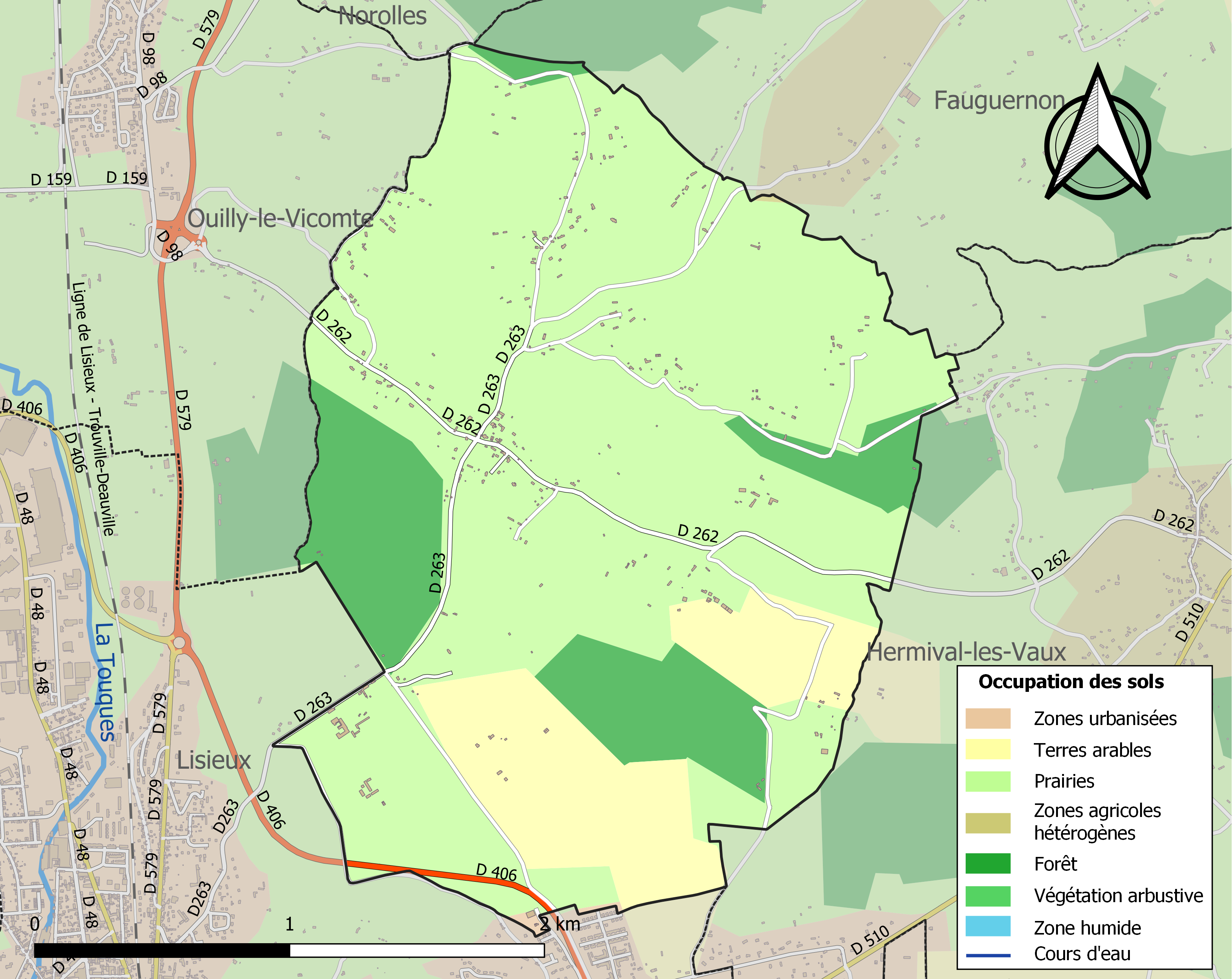
Carte des infrastructures et de l'occupation des sols de la commune en 2018 (CLC).

## Toponymie
Le nom de la localité est attesté sous la forme Roquae au XIVe siècle. Du conjectural pré-latin *rocca au français roche, les formes issues ont successivement désigné dans les divers lieux une montagne, une butte rocheuse, un château fort bâti sur une butte, et finalement le château fort lui-même. C'est cette dernière origine que retient ici René Lepelley.

## Histoire
Au cours de la Seconde Guerre mondiale, les occupants allemands installent une base de lancement de missiles V1 dans un bois de la commune afin de pilonner les villes britanniques.
En 1960, Rocques absorbe une petite partie du territoire de la commune de Saint-Jacques dissoute, au sud de son territoire.

## Politique et administration
Rocques fait partie du 1er canton de Lisieux (13 388 habitants).
| Période                                  | Période      | Identité          | Étiquette | Qualité                |
| ---------------------------------------- | ------------ | ----------------- | --------- | ---------------------- |
| juin 1995                                | octobre 2013 | Philippe Baeyaert | SE        | Négociateur immobilier |
| décembre 2013                            | En cours     | Francine Angée    | SE        |                        |
| Les données manquantes sont à compléter. |              |                   |           |                        |

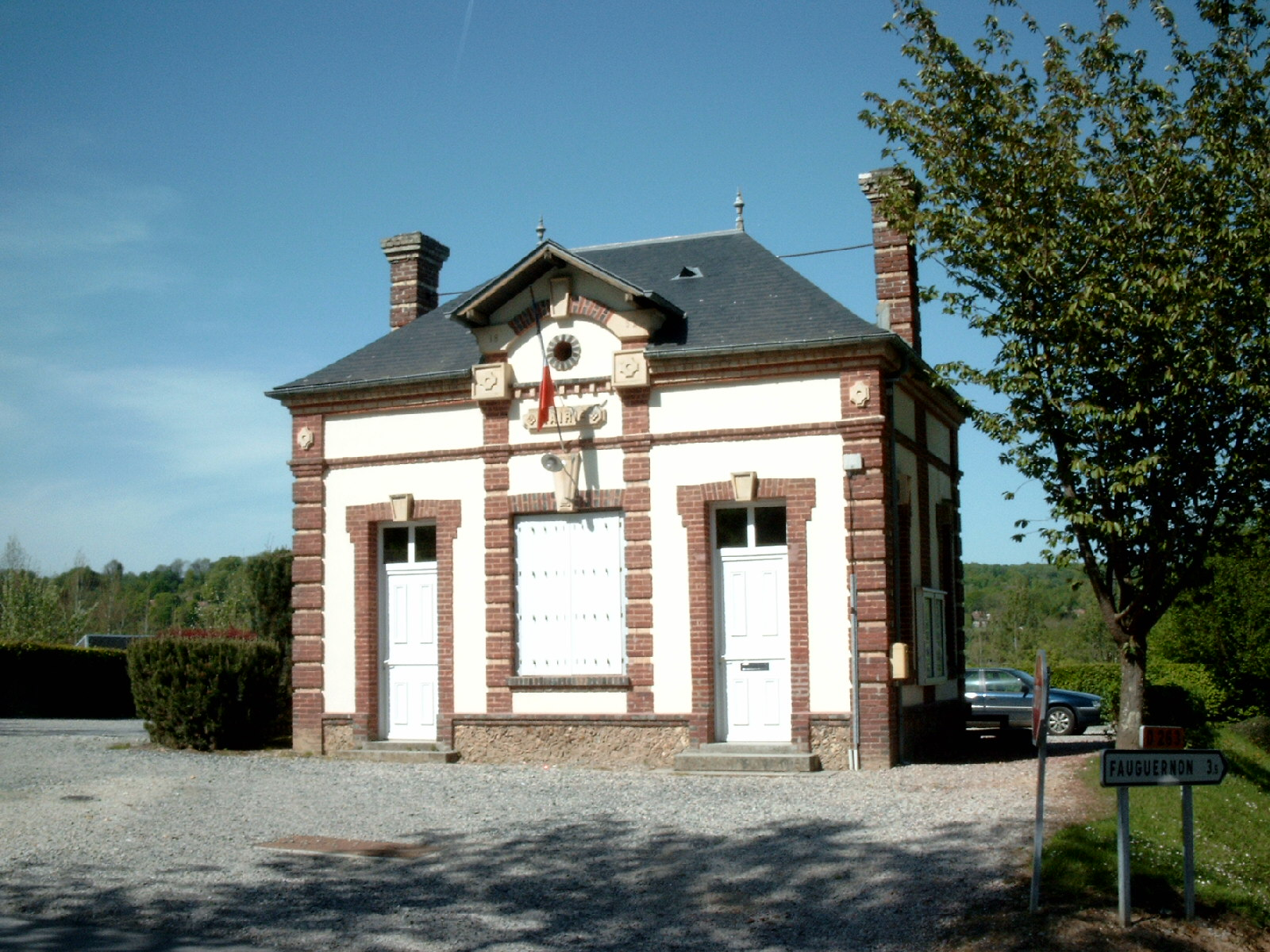
La mairie.

Le conseil municipal est composé de onze membres dont le maire et deux adjoints.

## Démographie
L'évolution du nombre d'habitants est connue à travers les recensements de la population effectués dans la commune depuis 1793. Pour les communes de moins de 10 000 habitants, une enquête de recensement portant sur toute la population est réalisée tous les cinq ans, les populations de référence des années intermédiaires étant quant à elles estimées par interpolation ou extrapolation. Pour la commune, le premier recensement exhaustif entrant dans le cadre du nouveau dispositif a été réalisé en 2007.
En 2022, la commune comptait 286 habitants, en évolution de −1,04 % par rapport à 2016 (Calvados : +1,58 %, France hors Mayotte : +2,11 %).
Au premier recensement républicain, en 1793, Rocques comptait 404 habitants, population jamais atteinte depuis.
| 1793 | 1800 | 1806 | 1821 | 1831 | 1836 | 1841 | 1846 | 1851 |
| ---- | ---- | ---- | ---- | ---- | ---- | ---- | ---- | ---- |
| 404  | 356  | 361  | 341  | 350  | 326  | 306  | 312  | 260  |

| 1856 | 1861 | 1866 | 1872 | 1876 | 1881 | 1886 | 1891 | 1896 |
| ---- | ---- | ---- | ---- | ---- | ---- | ---- | ---- | ---- |
| 240  | 243  | 226  | 209  | 209  | 215  | 225  | 212  | 238  |

| 1901 | 1906 | 1911 | 1921 | 1926 | 1931 | 1936 | 1946 | 1954 |
| ---- | ---- | ---- | ---- | ---- | ---- | ---- | ---- | ---- |
| 216  | 225  | 218  | 211  | 208  | 193  | 270  | 325  | 253  |

| 1962 | 1968 | 1975 | 1982 | 1990 | 1999 | 2006 | 2007 | 2012 |
| ---- | ---- | ---- | ---- | ---- | ---- | ---- | ---- | ---- |
| 294  | 244  | 201  | 209  | 287  | 308  | 318  | 319  | 301  |

| 2017 | 2022 | - | - | - | - | - | - | - |
| ---- | ---- | - | - | - | - | - | - | - |
| 286  | 286  | - | - | - | - | - | - | - |

## Culture locale et patrimoine

### Lieux et monuments

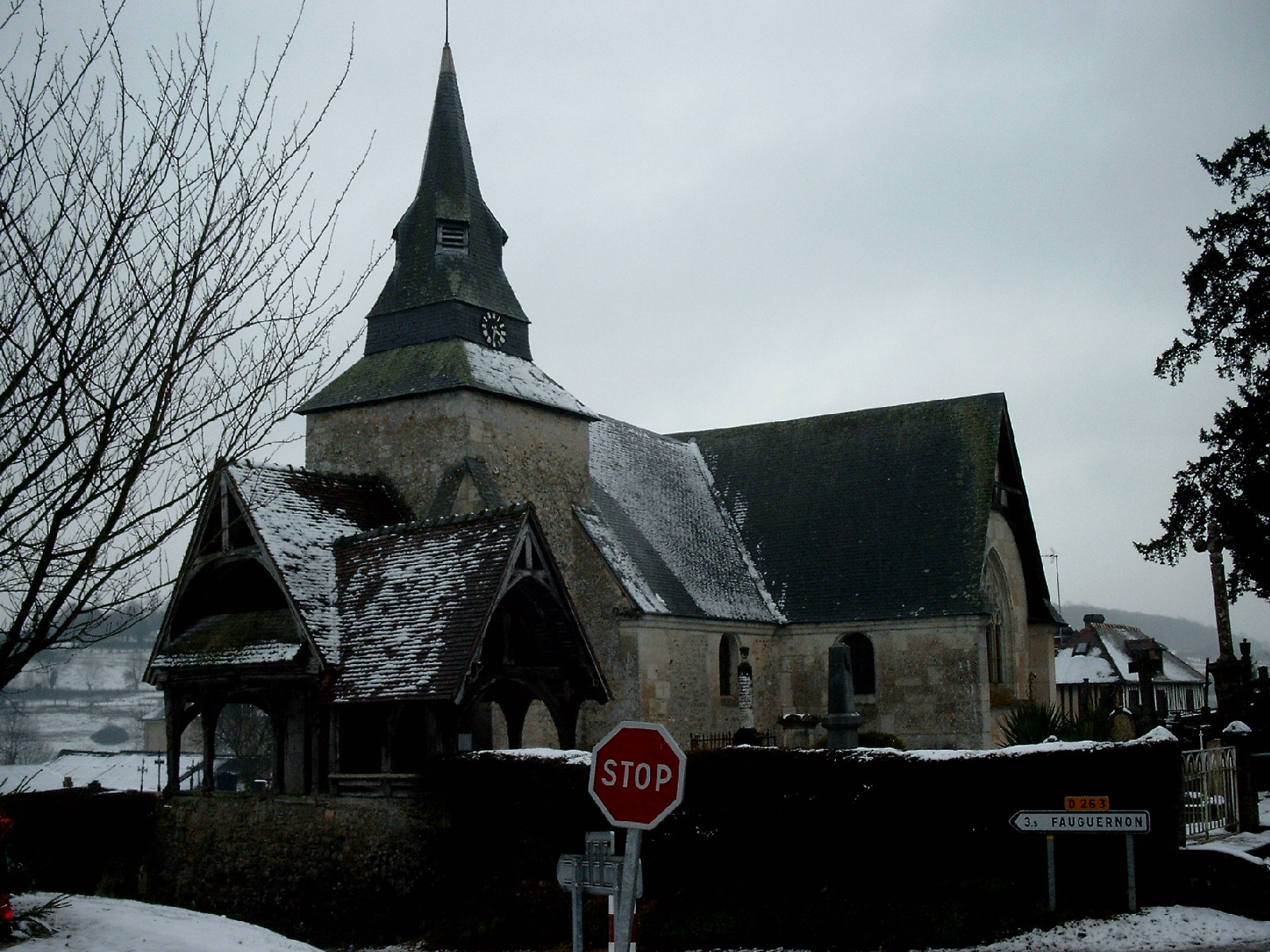
L'église Saint-Ouen.

- L'église Saint-Ouen (XIIIe siècle, le porche datant du XVIe) présente un porche remarquable, constitué de deux parties, sous lequel s'organisait jadis la vie de la paroisse. L'édifice est classé au titre des Monuments historiques depuis le[29]. Autrefois une source était censée guérir de nombreuses maladies. Dans l'église, un autel est dédié à saint Roch, invoqué contre les maladies contagieuses.
- Les Oblates de Sainte Thérèse de l'Enfant Jésus ont leur maison-mère dans la ville.
- Oratoire Notre-Dame-de-Grâce (1942).

### Héraldique
| Armes de Rocques | Les armes de la commune se blasonnent ainsi : D'or à la fasce ondée de gueules chargé d'un léopard du champ et accompagnée de trois rocs d'échiquier aussi de gueules. Le léopard d'or sur champ de gueules rappelle les armes de la Normandie. |